# Phường 1, Kiến Tường
Phường 1 là một phường thuộc thị xã Kiến Tường, tỉnh Long An, Việt Nam.

## Địa lý
Phường 1 nằm ở trung tâm thị xã Kiến Tường, có vị trí địa lý:
- Phía đông giáp Phường 2
- Phía tây giáp Phường 3 và xã Thạnh Hưng
- Phía nam giáp các huyện Mộc Hóa và Tân Thạnh
- Phía bắc giáp huyện Mộc Hóa.

Phường có diện tích 8,06 km², dân số năm 2013 là 19.544 người, mật độ dân số đạt 2.425 người/km².

## Lịch sử
Phường 1 được thành lập vào ngày 18 tháng 3 năm 2013 trên cơ sở điều chỉnh 806,22 ha diện tích tự nhiên và 19.544 người của thị trấn Mộc Hóa.